# Nikolaus Stamm
Nikolaus Stamm (* 15. Februar 1915 in Schney; † 6. Mai 1974 ebenda) war ein deutscher Politiker (SPD), von 1958 bis 1974 Abgeordneter des Bayerischen Landtags und von 1966 bis 1974 Bürgermeister von Schney (Oberfranken).
Stamm trat im Jahr 1929 in die Sozialistische Arbeiterjugend des Zentralverbandes der Angestellten ein. Zum 1. Dezember 1937 trat er der NSDAP bei. Im Zweiten Weltkrieg wurde er in einer Artillerieabteilung eingesetzt. Fünf Jahre war er in sowjetischer Kriegsgefangenschaft. Danach war er Vorsitzender der Gewerkschaft NGG in Lichtenfels, ferner gehörte er der  Vertreterversammlung der AOK Coburg und dem Kreistag des Landkreises Lichtenfels an, wo er auch Vorsitzender der Fraktion der SPD war.
Im Jahr 1958 zog er erstmals in den Bayerischen Landtag ein. 1966 wurde er Bürgermeister seiner Heimatgemeinde Schney. In Stamms Amtszeit beschloss Schney die Eingemeindung nach Lichtenfels, was er mit vorbereitete. Die Eingliederung im Jahr 1978 erlebte er jedoch nicht mehr. Seine beiden Mandate führte Nikolaus Stamm bis zu seinem plötzlichen Tod im Mai 1974 aus. Im Landtag rückte Heinrich Stenglein für ihn nach.